# Lịch sử quang học
Quang học là một lĩnh vực vật lý học, chuyên nghiên cứu về ánh sáng, cụ thể la nguồn gốc và cách truyền ánh sáng, cách thức nó biến đổi cùng vời những hiện tượng đi kèm với nó. Quang học có quá trình lịch sử lâu dài, có thể nói là một trong những lĩnh vực khoa học lâu đời nhất của văn minh nhân loại.
Trong lịch sử của mình, loài người đã sử dụng ánh sáng từ rất sớm với các yếu tố tự nhiên như Mặt Trời, Mặt Trăng, sao và lửa. Trong đó lửa là nguồn ánh sáng được khai thác nhiều nhất trong cuộc sống và được sử dụng trong rất nhiều thế kỷ trước khi con người tìm ra được cách sử dụng điện để thắp sáng.
Khi con người dần bước vào thế giới văn minh, con người phát hiện nhiều hiện tượng liên quan đến ánh sáng như bóng tối, khúc xạ, phản xạ ánh sáng. Đồng thời con người sử dụng những hiện tượng này để phục vụ cho đời sống của mình. tuy nhiên, con người chỉ thực sự nghiên cứu ánh sáng như là một môn khoa học nghiêm túc kể từ Hy Lạp cổ đại. Vào lúc này con người mới bắt đầu tranh luận nhiều hơn về ánh sáng cho những câu hỏi: Nó là gì?, Nó có từ đâu?, Nó đi như thế nào?. Và công việc này vẫn được tiếp tục trong thời Hy Lạp hóa và La Mã cổ đại. Công trình thể hiện sự quan trọng của quang học đối với con người mang tầm vĩ mô đó là hải đăng Alexandria.
Đến thời kỳ Trung Cổ, châu Âu và Ả Rập có những bước tiến quan trọng trong việc nghiên cứu ánh sáng. Người Trung Quốc có thể có những quan tâm nhất định đến quang học, thế nhưng cũng giống như nhiều môn khoa học khác, quang học đã bị họ bỏ rơi trong nhiều thế kỷ. Vào thời kỳ này, ngoài việc nghiên cứu ánh sáng như là một đối tượng nghiên cứu, con người đã ứng dụng các lý thuyết quang học để giải thích một số hiện tượng thiên nhiên. Tiêu biểu là cầu vồng.
Đến thời kỷ Phục hưng, quang học càng trở nên quan trọng hơn đối với các học giả. Nhờ có quang học, các nhà thiên văn học đã để ý nhiều hiện tượng trong vũ trụ và bắt đầu tỏ ra hoài nghi đối với một số ý nghĩ vốn đã tồn tại từ lâu trong nhiều thế kỷ. Đồng thời, con người thời kỳ này đã tiếp cận những bước đi đầu tiên để sử dụng ánh sáng như là một công cụ để ghi lại các hình ảnh. Thêm vào đó, con người cũng đã bắt đầu dùng các nguyên lý quang học để chế tạo các thiết bị có thể giúp con người quan sát tốt hơn như kính viễn vọng.
Thế kỷ 17 chứng kiến những bước phát triển mạnh mẽ hơn của quang học. Isaac Newton, người nổi bật vì định luật vạn vật hấp dẫn và tích phân hơn là vì các công trình khác, có những đóng góp quan trọng cho quang học. Thứ nhất, ông khẳng định ánh sáng trắng là tổng hợp của nhiều tia sáng, trong đó có 7 tia sáng cơ bản. Thứ hai, ông đã thiên kế chiếc kính viễn vọng tốt hơn chiếc kính của Galileo Galilei trước đó. Tác phẩm quang học nổi tiếng của Newton là Opticks. Quan sát vĩ mô như vậy, quan sát vi mô cũng rất đáng chú ý với chiếc kính hiển vi đầu tiên của Antonie van Leeuwenhoek.
Thế kỷ 18 chứng kiến quang học được ứng dụng để thực hiện các quan sát, đặc biệt là các quan sát thiên văn học, với mức độ chưa từng thấy. Tiêu biểu nhất đó chính là William Herschel. Herschel đã sử dụng những chiếc kính thiên văn khổng lồ chưa từng thấy để quan sát thiên thể trong vũ trụ. Một trong những phát hiện đáng chú ý nhất của ông đó là việc tìm ra Hải Vương tinh.
Thế kỷ 19 chứng kiến nhiều thách thức cho giới khoa học khi những phát hiện mới không thể nào được giải thích bằng những nền tảng cũ. Trong quang học, tiêu biểu nhất là thí nghiệm của Thomas Young. Trước đó, Newton đã cho rằng ánh sáng gồm các hạt ánh sáng. Tuy nhiên, thí nghiệm tiêu biểu của một vị bác sĩ đã khiến cho mọi người đương thời cảm thấy lúng túng vì phát hiện ánh sáng có tính sóng. Đồng thời, quang học có thêm nhiều ứng dụng quan trọng trơng thế kỷ này. Đầu tiên có thể nhắc đến đó là nhiếp ảnh, thứ đã giúp con người lưu trữ hình ảnh tốt hơn. Tiếp theo đó chính là quang phổ học, lĩnh vực giúp con người tìm ra nhiều nguyên tố hóa học hơn.
Thế kỷ 20 là thế kỷ mà những phát triển khoa học nhanh như vũ bão và quang học không phải là ngoại lệ. Cuối cùng thì thắc mắc về bản chất ánh sáng đã được giải đáp với hai nhà khoa học vĩ đại Max Placnk và Albert Einstein: Ánh sáng là một hiện tượng gồm các hạt ánh sáng di chuyển theo các sóng. Vậy là rút cục, Newton đúng và Young cũng đúng! Thời kỳ này cũng chứng kiến một trong những ứng dụng khủng khiếp nhất của các lý thuyết khoa học: Ánh sáng trở thành vũ khí với sức hủy diệt không thể tưởng tượng.

## Tiền sử-999[1]

### Thời tiền sử
Vào thời tiền sử, những trải nghiệm của con người đều có liên quan đến tự nhiên. Ánh sáng cũng không phải la ngoại lệ. Con người bắt đầu tiếp xúc với ánh sáng với các nhân tố tự nhiên: Mặt Trời, Mặt Trăng, các vì sao, lửa, các chất phát sáng trong tự nhiên, thậm chí là một số sinh vật có thể phát sáng như đom đóm. Đồng thời con người cũng phát hiện ra một số hiện tượng liên quan đến ánh sáng như khúc xạ và phản xạ. Lửa là một trong những công cụ được con người sử dụng sớm nhất, có lẽ cách nay tầm khoảng 1.4 triệu năm. Tuy nhiên có thể nó không được sử dụng để thắp sáng cho đến khoảng 500,000 năm trước. Cho đến 15,000 nghìn năm trước, con người đã bắt đầu sử dụng các nhiên liệu như chất béo và dầu để có thể duy trì ánh sáng. Đó chính là những công cụ nhân tạo đầu tiên sử dụng ánh sáng. 

### Thời cổ đại

#### Trước thời kỳ Hy Lạp cổ đại
Các kết quả khảo cổ do Austen Layard thực hiện vào thế kỷ 19 cho thấy rằng vào khoảng năm 3000 TCN, con người ở Trung Đông, châu Á và châu Phi đã có những quan tâm nhất định đến các hiện tượng quang học và ứng dụng vào những lĩnh vực khác nhau. Kim loại và tinh thể đã được sử dụng để làm đồ trang trí va trang sức vì khả năng phản xạ ánh sáng rất tốt của chúng, gây ấn tượng mạnh cho con người. Bóng của vật đã được sử dụng để thực hiện các hoạt động sân khấu, từ đó kịch bóng ra đời. Thủy tinh được phát minh vào khoảng thời gian này, và vì có khả năng phản xạ ánh sáng tốt, thủy tinh cũng lại được sử dụng để làm đồ trang sức. Người Babylon đã chế tạo ra các thấu kính, nhưng vì chất lượng của chúng không được tốt nên có lẽ để làm đồ trang sức hoặc thỏa mãn tính hiếu kỳ.

#### Hy Lạp cổ đại
Những người Hy Lạp là những tộc người đầu tiên coi ánh sáng là một đối tượng nghiên cứu khoa học nghiêm túc. Họ bắt đầu tranh luận nhiều hơn về bản chất và hiện tượng của nó. Trong khi Plato cho rằng ánh sáng phát ra từ mắt và rọi sáng các vật. Democritus đã thực hiện việc giải thích màu sắc theo hình dạng, kích thước và "độ gồ ghề" của các nguyên tử . Còn Aristotle thì đồng ý với đồng ý với Democritus, nhưng lại không đồng ý với chính người thầy Plato của mình về việc ánh sáng phát ra từ mắt.
Ngoài việc nghiên cứu ánh sáng như là một đối tượng khoa học, người Hy Lạp cũng ứng dụng ánh sáng vào đời sống văn hóa của mình. Tiêu biểu là vở hài kịch của Aristophanes. Vở kịch có tên là Các đám mây, trong đó một nhân vật đã sử dụng một vật tập trung ánh sáng vào một điểm, làm tan chảy giấy ghi nợ trên miếng sáp. 

#### Thời kỳ Hy Lạp hóa
Có thể nói Euclid là một trong những nhà khoa học quan trọng nhất của thế giới. Không chỉ định hình hình học cơ sở, từ đó tạo ra chương trình giảng dạt hình học cho nhiều nơi trên thế giới, ông còn là người tổng kết những nghiên cứu về ánh sáng trước đó và của chính mình với tác phẩm Optica. Trong khi đó, một nhà khoa học vĩ đại là Archimedes có những nghiên cứu nhất định về phản xạ và khúc xạ. Rất tiếc là các tác phẩm của ông đã bị người La Mã thiêu hủy khi họ đánh bại quê hương ông, Syracuse. Ông nổi tiếng với câu chuyện dùng gương cầu lồi để đốt cháy thuyền của quân thù.
Cũng trong thời kỳ văn hóa Hy Lạp làm chủ đạo, một trong bảy kỳ quan thế giới đã được xây dựng: Hải đăng Alexandria. Đây là một ứng dụng các nguyên lý quang học ở tầm vĩ mô. Và tất nhiên, ngọn hải đăng này khai phá cho sự phát triển của các ngọn hải đăng sau nay. Thật đáng tiếc, cũng giống như hàu hết các kỳ quan khác, ngọn hải đăng này đã không còn nữa. 

#### La Mã cổ đại
Khác với người Hy Lạp, người La Mã không có những nghiên cứu chiều sâu về quang học. Tuy nhiên, họ có những ứng dụng quan trọng. Tiêu biêu đó là việc dùng các nguyên lý quang học để khác phục các tật khúc xạ. Nero đã sử dụng thấu kính nhẵn làm bằng ngọc lục để quan sát các binh sĩ đang chiến đấu. Trong khi đó, Seneca, người bạn của vị hoàng đế, đã nhận thấy các chất lỏng đựng trong bình trong suốt có khả năng phóng to vật được quan sát. Ngoài ra, người La Mã cũng đóng góp sự phát triển của kịch bóng do Lucretius sáng tác vào năm 65 TCN
Về nghiên cứu, nổi bật là tác phẩm của Hero xứ Alexandria với tác phẩm Catoptrica, trong đó ông đề cập về phản xạ, trong đó ông nêu ra góc phản xạ bằng góc tới. Trong khi đó, một vị bác sĩ nôi tiếng là Galen đã nghiên cứu về sự nhìn của mắt

#### Trung Quốc
So với những người phương Tây, người Trung Quốc không có sự nổi bật bằng trong những nghiên cứu quang học. Tuy nhiên, những gì người Trung Quốc đóng góp cho quang học cũng đáng nói. Có thể chính họ, chứ không phải là La Mã, sử dụng các thấu kính quang và dùng chúng để sửa chữa các tật khúc xạ. Đạo sĩ có tên Shao Ong đã sáng tạo ra kịch bóng trong đó bóng của các con rối được chiếu lên màn mỏng.
Về nghiên cứu, Ting Huan khám phá ra chuyển động biểu kiến thông qua việc nhìn các dòng đối lưu của không khí nóng do một ngọn đên tạo ra vào năm 180. Vào thế kỷ 10, Yu Chao Lung đã cho xây dựng những tháp nhỏ để quan sát ảnh qua lỗ nhỏ chiếu lên một màn hứng, chứng minh sự phân kỳ của một chùm tia sáng khi đi qua một lỗ nhỏ. 

#### Đầu thời kỳ Trung Cổ

##### Châu Âu
Boethius cố gắng xác định tốc độ ánh sáng, nhưng rất tiếc ông bị chém đầu vì tội phản quốc và dùng ma thuật.

##### Thế giới Ả Rập
Nhà giả kim thuật Gerber quan sát tác dụng làm đen của ánh sáng đối với bạc nitrat vào khoảng 750. Trong 200 năm sau đó, những người Ả Rập cùng với người Trung Quốc thực hiện các quan sát nhật thực và nguyệt thực thông qua buồng tối.
Vào năm 999, Alhazen, tên theo tiếng Ả Rập là Abu Ali Hasan Ibn al-Haitham, đã sử dụng gương cầu và gương parabol để nghiên cứu quang sai và giải thích đúng đắn về sự nhìn: mắt nhận ánh sáng phát ra từ vật được quan sát, chứ không phải ánh sáng phát ra từ mắt. Ông còn nghiên cứu sự phóng đại thu được từ sự khúc xạ khí quyển, đồng thời viết về sự giải phẫu của mắt người, mô tả thấu kính tạo ra ảnh như thế nào trên võng mạc. trong tác phẩm quang học nổi tiếng Opticae Thesaurus. Ông đã sử dụng hiệu ứng buồng tối trong nghiên cứu nguyệt thực, và thấy rằng ảnh sẽ rõ ràng hơn nếu lỗ của buồng tối nhỏ hơn. 

### Niên đại
| Thời gian         | Nội dung                                                                            |
| ----------------- | ----------------------------------------------------------------------------------- |
| 1.4 triệu năm TCN | Con người bắt đầu sử dụng lửa cho những mục đích cụ thể của mình                    |
| 12000 TCN         | Đèn đốt bằng nhiên liệu đầu tiên                                                    |
| 3000 TCN          | Những người châu Á bắt đầu nghiên cứu ánh sáng và bóng đổ. Họ bắt đầu sử dụng gương |
| 423 TCN           | Vở kịch Các đám mây với tình huống dùng thấu kính đốt cháy tờ giấy                  |
| 280 TCN           | Hải đăng Alexandria đã được xây dựng                                                |
| 999 TCN           | Alhazen viết tác phẩm Opticae Thesaurus                                             |

## 1000 - 1599[2]

### Châu Âu
Vào thời kỳ này, quang học có những bước phát triển quan trọng ở châu Âu. Đầu tiên, những người châu Âu đã bác bỏ sai lầm của những người Hy Lạp cổ đại cho rằng ánh sáng phát ra từ mắt, vì vậy mắt quan sát được vật. Những thấu kính phóng đại đầu tiên hoạt động hiệu quả thực sự bắt đầu được chế tác vào thập niên 1200. Và vào thập niên 1400, các thấu kính đã được dùng để làm kính để đọc sách.
Đề cập đến những nhân vật cụ thể thời kỳ này, đầu tiên có thể kể tới Robert Grosseteste. Vị giám mục và học giả người Anh này đã giới thiệu các bản dịch khoa học và triết học của Hy Lạp và Ả Rập đối với châu Âu. Ông theo đuổi các nghiên cứu về hình học, quang học và thiên văn học. Về quang học, ông làm thí nghiệm với gương và thấu kính. Ông là một trong những người đầu tiên chế tạo thấu kính với hiệu quả phóng đại thực sự. Và ông cũng dùng quang học để bàn luận về thiên văn học. Cụ thể, ông khẳng định Ngân Hà là dải tập hợp ánh sáng của nhiều vì sao nhỏ và ở gần nhau.
Một người Anh khác đó là Roger Bacon. Ông là học trò của Grosseteste. Trong tác phẩm Opus Maius, ông đã đánh giá hiểu biết của thời đó về sự phóng đại của các vật thông qua thấu kính lồi. Nột số chuyên luận khác như De Multiplicatione Specierum và Perspectiva đánh giá nguyên lý buồng tối. Nhưng ông lại không mô tả các thiết bị của mình. Bacon là người đầu tiên nêu lý thuyết rằng thấu kính có thể ứng dụng để khắc phục các tật của mắt, đồng thời ông áp dụng hình học vào nghiên cứu quang hình học. Bacon phát biểu nhưng không chứng minh màu sắc của cầu vồng do sự phản xạ và khúc xạ của ánh sáng mặt trời thông qua những giọt mưa.
Kể từ thời của hai nhà khoa học người Anh trên, cũng giống như nhiều lĩnh vực khoa học khác, quang học dần trở thành lĩnh vực của riêng của châu Âu. Ngoài việc lý giải về các hiện tượng ánh sáng, người châu Âu đã giải thích các hiện tượng tự nhiên bằng các lý thuyết quang học. Đồng thời, bằng quang học, họ nhìn ra vũ trụ nhiều hơn và phát hiện được nhiều điều.

### Thế giới Hồi giáo
Avicenna nêu ra sự cảm nhận ánh sáng là do sự phát xạ từ một nguồn nào đó, vì thế tốc độ của ánh sáng không phải là vô hạn. Trong khi đó, Averroes viết nhiều sách về lĩnh vực quang học, kết hợp những nghiên cứu của người Hồi giáo với những gì đạt được trong thời Hy Lạp cổ đại. Sau đó, các nghiên cứu ánh sáng của thế giới Hồi giáo dần ít đi và quang học Hồi giáo dần trở nên tàn lụi.

### Trung Quốc
Shen Kua đã viết một cuốn sách mang tên Mộng hồ luận, trong đó ông trình bày về gương lõm và các tiêu điểm. Ông lưu ý rằng ảnh phản xạ trong một gương lõm bị lộn ngược cũng như ông mô tả về buồng tối. Người ta còn kể rằng ông đã xây dựng một quả cầu thiên thể và đồng hồ mặt trời bằng thiếc.
Vài trăm năm sau, Chiang Khuei và Fang Cheng đề cập đến sự tương tác giữa giữa chuyển động và sự chiếu sáng trong tác phẩm Meng Liang Lu.
Sau những thành tựu như vậy, người Trung Quốc dần không có những nghiên cứu mới về quang học. Khoa học nói chung và quang học nói riêng đã tàn lụi tại quốc gia Đông Á này trong nhiều năm sau đó.

### Niên đại
| Thời gian | Sự kiện |
| --------- | --- |
| 1270      | Vitello xứ Silesia, nhà vật lý người Ba Lan, hoàn thành một cuốn sách mang tên Perspectiva (sở dĩ như vậy bởi vì ở thời này, quang học được gọi là phối cảnh"). Đây là chuyển động quan trọng nhất về quang học trong thời kỳ Trung Cổ, và nó được sử dụng cho đến thế kỷ 17 |
| 1275      | Albert Cả, người được coi la vị thánh bảo trợ tự nhiên nghiên cứu hiệu ứng cầu vồng của ánh sáng và trình bày rằng tốc độ của ánh sáng tuy cực kỳ nhanh, nhưng hữu hạn. Ông còn nghiên cứu tác dụng làm đen bạc nitrat của ánh sáng của Mặt Trời |
| 1303      | Bernard xứ Gordon, một bác sĩ người Pháp, viết trong tác phẩm Lilium Medicinae nói về việc sử dụng kính đeo mắt làm phương tiện khắc phục viễn thị. Đó là tác phẩm đầu tiên nói về việc sử dụng thấu kính để khắc phục tật nhìn. |
| 1304      | Theodoric xứ Freibergm một thầy tu dòng Dominic, chứng minh rằng cầu vồng là kết quả của sự khúc xạ và phản xạ của ánh sáng của mặt trời thông qua những giọt mưa. Điều đó khẳng định rằng Roger Bacon và Aristotle là sai. Nhà triết học người Hy Lạp đã nói rằng cầu vồng phát sinh ra từ cả một đám mây |
| 1472      | Regiomontanus thực hiện quan sát đầu tiên được ghi nhận về sao chổi Halley |
| 1520      | Franciscus Maurolycus đã viết quyển De Subtilitate để trình bày về ánh sáng và cách bố trí ánh sáng phù hợp trong rạp hát |
| 1521      | Franciscus Maurolycus viết quyển Theoremata De Lumine Et Umbra Ad Perspectivam trong đó ông lý giải về cách chế tạo kính hiển vi. Ông còn quan sát được rằng bóng của một vật trong buồng tối di chuyển ngược với vật, đồng thời ông đã quan sát nhật thực bằng buồng tối. Trong khi đó, trong bản dịch tác phẩm Chuyên luận về Kiến trúc của Vitruvius, Caesare Caesariano mô tả một thí nghiệm với buồng tối được thực hiện bởi Papnutio. Trong thí nghiệm này, một cái ông hình nón trên tường được sử dụng để tạo ảnh của vật bên ngoài phòng. |
| 1545      | Reinerus Gemma-Frisius xuất bản De Radio Astronomica Et Geometrico, mô tả và vẽ lại nhật thực vào năm 1544 mà ông quan sát được tại Louvain vào ngày 24 tháng 1. |
| 1550      | Girolamo Cardano đã cho xuất bản cuốn De Subtilitate Libri, mô tả một buồng tối với một thấu kính lồi. Ông còn mô tả các cải tiến trong mô hình của ông |
| 1551      | Erasmus Reinhold tường thuật việc sử dụng một buồng tối lỗ nhỏ để quan sát nhật thực và mô tả cách sử dụng buồng tối. Ông còn nhắc quan sát các vật xung quanh ông với buồng tối lỗ nhỏ |
| 1556      | Georg Fabricius mô tả việc thêm vào một dung dịch muối và bạc nitrat vào những quặng nhất định, thì kim loại sẽ chuyển từ màu trắng sang màu đen dưới ánh sáng mặt trời |
| 1558      | Giovanni Battista Della Porta cho xuất bản cuốn Magiae Naturalis Libri, đề cập đến một vài chi tiết của buồng tối. Trong một tác phẩm khác sau này, ông so sánh mắt người với camera và lý giải sự nhìn theo khúc xạ, lăng kính, thấu kính và trình bày về quang học nói chung |
| 1568      | Daniel Barbaro cho xuất bản La Practica Della Perspectiva, mô tả một thấu kính hai mặt lồi để tăng nét hình ảnh trong một buồng tối. Ông còn trình bày hình sắc nét ông thu nhận được từ phương pháp đó và khuyên các họa sĩ nên sử dụng phương pháp này |
| 1572      | *Tycho Brahe phát hiện ra sự xuất hiện đột ngột của siêu tân tinh thông qua ánh sáng của nó và đề xuất rằng vũ trụ biến đổi không ngừng. Trong khi đó, Freidrich Risner dịch các tác phẩm về quang học của Alhazen và Vitello sang tiếng Latin và đưa những khái niệm và kết quả của họ đến với châu Âu |